# NGC 5585
NGC 5585 este o intermediate spiral galaxy⁠(d) situată în constelația Ursa Mare. A fost descoperită în 17 aprilie 1789 de către William Herschel. Se află la o distanță de 7,83 megaparseci de Pământ.